# Пенсилванска титла на ECW
Пенсилванска титла на ECW (на английски: ECW Pennsylvania Championship) е кеч титла, използвана до декември 1993 г. в Източния шампионат по кеч (ECW).
Позната първоначално под името Пенсилванска титла в тежка категория на NWA, тя е официално притежание на Екстремната федерация (ECW).

## История на титлата
| № | Кечист       | Владение | Спечелена на     | Дни на владение | Място на спечелване     | Турнир | Бележки                                                         |
| - | ------------ | -------- | ---------------- | --------------- | ----------------------- | ------ | --------------------------------------------------------------- |
| 1 | Томи Кайро   | 1        | 14 май 1993      | 85              | Филаделфия, Пенсилвания | —      | Кайро прави успешна победа на кралското меле, ставайки шампион. |
| 2 | Тони Стетсън | 1        | 7 август 1993    | 143             | Филаделфия, Пенсилвания | —      |                                                                 |
| — | Премахната   | —        | 28 декември 1993 | —               | N/A                     | N/A    | титлата не е подновена.                                         |